# Картавенко, Нонна Алексеевна
Нонна Алексеевна Картавенко (Нестёгина) (9 ноября 1923 — 13 октября 2018, Москва) — советская фигуристка, чемпионка СССР 1953 года в женском одиночном катании. Мастер спорта СССР, судья международной категории.
Фигурным катанием начала заниматься на стадионе Юных Пионеров в Москве. Выступала также в парном катании с Борисом Подкопаевым. После окончания спортивной карьеры в 1954 году стала тренером по фигурному катанию, была одним из организаторов школы фигурного катания в г. Петрозаводске.
Похоронена в Москве на Ваганьковском кладбище.

## Спортивные достижения
| Соревнования/Сезоны | 1949 | 1950 | 1951 | 1952 | 1953 |
| ------------------- | ---- | ---- | ---- | ---- | ---- |
| Чемпионаты СССР     | 3    | 2    | 2    | 2    | 1    |

### Пары
(с Борисом Подкопаевым)
| Соревнования/Сезоны | 1949 |
| ------------------- | ---- |
| Чемпионаты СССР     | 3    |